# نيك كوليسون
نيك كوليسون (بالإنجليزية: Nick Collison)‏ مواليد 26 أكتوبر 1980، هو لاعب كرة سلة أمريكي يلعب مع فريق أوكلاهوما سيتي ثاندر في الرابطة الوطنية لكرة السلة ويحمل الرقم 4. يبلغ طوله 6 قدم 10 بوصة (2.1 م).

## الميداليات
| الميدالية | المسابقة                             |
| --------- | ------------------------------------ |
| ذهبية     | بطولة أمم الأمريكتين لكرة السلة 2003 |

## روابط خارجية
- نيك كوليسون على موقع الاتحاد الدولي لكرة السلة (الإنجليزية)
- نيك كوليسون على موقع إن بي أي (الإنجليزية)
- نيك كوليسون على موقع سبورتس رفرنس (الإنجليزية)
- نيك كوليسون على موقع كرة السلة الأوروبية.كوم (الإنجليزية)
- نيك كوليسون على موقع كلية كرة السلة في سبورتس رفرنس.كوم (الإنجليزية)
- نيك كوليسون على موقع ريلجم (الإنجليزية)
- نيك كوليسون على موقع بروبوليرز (الإنجليزية)